# Martin Monath
Martin Monath (pseudonym Paul Widelin), född 5 januari 1913 i Berlin, död i augusti 1944 i Paris, var en tysk trotskist och motståndsman.
Monaths föräldrar var judiska invandrare från Ternopil. År 1931 blev han medlem av den socialist-sionistiska ungdomsorganisationen Hashomer Hatzair. Tillsammans med Abraham Léon och Ernest Mandel gick Monath 1940 med i Parti Communiste Révolutionnaire (PCR) i Belgien. År 1938 hade Lev Trotskij grundat den Fjärde Internationalen; år 1943 blev Monath ledamot av dess europeiska sekretariat.
Tillsammans med Clara och Paul Thalmann grundade Monath 1943 den revolutionära tidningen Arbeiter und Soldat, vilken riktade sig till tyska Wehrmacht-soldater i Frankrike. I juli året därpå greps Monath av Milice française och överlämnades till Gestapo; i början av augusti 1944 blev han avrättad.
År 2016 invigdes en snubbelsten för Martin Monath i Kreuzberg.